# 시몬 매뉴얼
시몬 애슐리 매뉴얼(영어: Simone Ashley Manuel, 1996년 2월 2일~)은 미국의 수영 선수로 주 종목은 자유형이다. 2016년 하계 올림픽에서 금메달 2개, 은메달 2개씩을 획득하여 올림픽 여자 수영 경기에서 금메달을 딴 최초의 흑인 선수가 되었다. 이후 2020년과 2024년 하계 올림픽에 참가하여 메달을 획득했다.

## 경력
매뉴얼은 1996년 미국 텍사스주 슈거랜드에서 마크 매뉴얼과 섀넌 매뉴얼 부부의 딸로 태어났다.
2013년에 미국 성인 수영 국가대표가 된 매뉴얼은 2016년 브라질 리우데자네이루에서 열린 2016년 하계 올림픽 금메달 2개(100m, 혼계영 4x200m), 은메달 2개씩을 획득하여 올림픽 여자 수영 경기에서 금메달을 딴 최초의 흑인 선수가 되었다. 그녀는 경기 후 "나 이후에 나올 모든 사람을 위한 것"이라고 소감을 밝혔다.
2021년에는 일본 도쿄에서 열린 2020년 하계 올림픽에 참가하여 자유형 계영 동메달을 획득했다.

## 개인사
미국 수영 연맹의 '다양성과 포용 위원회'의 선수 대표로서 조직 운영에 관여하고 있다.

## 같이 보기
- 수영 세계 기록 목록
- 올림픽 수영 여자 메달리스트 목록